# Batman (rivier)

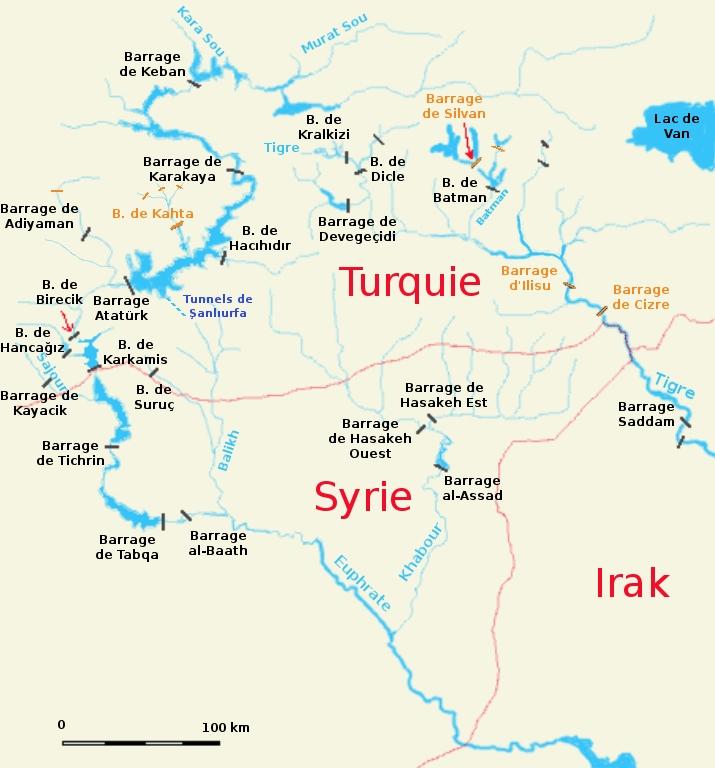
Het gebied waarin Batman ligt (zie voor Batman rechtsboven)

De Batman (Turks: Batman Çayı) is een kleine rivier in Oost-Turkije.
Zij ontspringt in de zuidoostelijke Taurus in de provincie Diyarbakır. Vlak na de bron wordt de Batman samen met andere stromen opgevangen in het stuwmeer van Silvan. Iets verder stroomafwaarts passeert het riviertje de oude Malabadibrug. Daarna vormt zij in zuidwaartse richting de grens tussen de provincies Diyarbakır en Batman, waarna zij uitmondt in de rivier de Tigris.